# Амелиа, Джованни да
Джованни да Амелия (итал. Giovanni da Amelia, 1309, Амелия — декабрь 1385 (11.09.1389), Генуя) — католический прелат, архиепископ Корфу с 15 февраля 1376 года по 18 сентября 1378 год, кардинал-священник с титулом церкви Санта-Сабина с 18 сентября 1378 года. Участник заговора против Римского папы Урбана VI.

## Биография
Джованни да Амелия родился 1309 году в городе Амелия. Получил научную степень доктора права и стал папским капелланом. Джованни да Амелия получил известность как оратор и был назначен аудитором Трибунала Священной Римской Роты.
15 февраля 1376 года Римский папа Григорий XI назначил Джованни архиепископом Корфу. Эту должность он занимал до 18 сентября 1378 года, когда Римский папа Урбан VI избрал его кардиналом-священником с титулом Санта-Сабина.
В 1384 году король Неаполя Карл III вступил в распрю с Римским папой Урбаном VI. Опасаясь Карла III, Римский папа Урбан VI бежал в город Ночера-Инферьоре, где укрылся в крепости Кастелло дель Парко. В это же время Джованни да Амелия вместе с кардиналами Джетиле ди Сангро, Адамом Истеном, Людовико Донато, Бартоломео да Когорно, Мариано дель Джудиче принял участие в заговоре с целью свергнуть Урбана VI.
Благодаря вмешательству войск рода Орсини Римскому папе Урбану VI удалось выбраться из крепости Кастелло дель Парко и морем достичь Генуи. По приказу Римского папы Урбана VI заговорщики были арестованы, подвергнуты пыткам и приговорены к казни. Приговорённые к смерти кардиналы были казнены примерно в декабре 1385 года (по другим 11 января 1386 года) в Генуе. По заступничеству английского короля Ричарда II казни избежал английский кардинал Адам Истен.